# Ammophila sinensis
Ammophila sinensis es una especie de avispa del género Ammophila, familia Sphecidae.

## Taxonomía
Fue descrito por primera vez en 1894 por Sickmann.